# Spondias negrosensis
Spondias negrosensis är en sumakväxtart som beskrevs av A.J.G.H. Kostermans. Spondias negrosensis ingår i släktet Spondias och familjen sumakväxter. Inga underarter finns listade i Catalogue of Life.